# Szabolcs
Szabolcs là một thị trấn thuộc hạt Szabolcs-Szatmár-Bereg, Hungary. Thị trấn này có diện tích 5,88 km², dân số năm 2010 là 403 người, mật độ 69 người/km².